# 安宅船
安宅船是約在日本戰國時代開始出現的近海大型戰船，傳說其大者可達50公尺長、10公尺寬以上，稱為「大安宅」，江戶年代曾在琵琶湖造過一艘五十公尺長的大安宅，基本上不會動，寛永9年（1632年）將軍德川家光又定製一艘將軍專屬的御座船天下丸長125尺、寬53.6尺，二人操作大艪100挺，推進力不足，形同將軍的畫舫，後直到幕末500料的天地丸一直是幕府保有最大的將軍御座船，為長93尺寬23.72尺關船，一人操作小艪76挺，巡航船速3.1節。
安宅船體積龐大，約可乘載百人以上的軍隊。雖然其航行速度並不快，但是戰鬥時僅需數十人的水手便能靈活操作，為其優點。當時的日本水軍常以安宅船為主力戰艦，搭配關船、小早等較小型的快船作為護衛，構成水軍艦隊。
一般可信的資料大安宅約一千石積，與南宋遮洋船相當(千石遮洋船長8丈1尺，宽1丈5尺，深4尺8寸，分16艙，雙桅，4橹，12篙，铁錨2。)，普通安宅船約四~五百石與鑽風船(即海鳅)一致。因安宅船加強了防禦與作戰穩定性，加強了木製裝甲、上層船艙與加寬了船體，空船速度遠低於前述兩類船隻。江戶年代以後禁建五百石以上船艦(「大船建造禁止令」)，慶長年間江戶幕府曾下達「大船沒收令」，五百石以上的安宅船被沒入的僅六、七艘，大安宅是否存在仍有爭議，遑論鐵殼船。